# Уналашка (острів)
Острів Уналашка (англ. Unalaska Island; алеут. Nawan-Alaxsxa) — острів групи Лисячих островів, що в східній частині архіпелагу Алеутські острови у Беринговому морі, розташований біля західного узбережжя півострова Аляска штату Аляска, Сполучені Штати Америки (Північна Америка).

## Географія
Найбільший острів Лисячих островів (Алеутські острови), в південно-східній частині Берингового моря, що у північних широтах Тихого океану, на крайньому південному заході штату Аляска, та відділений від материка (півострів Аляска) на 210 км. На північному сході розташовані острови Амакнак, Уналга, Акутан та інші. На південному заході — Умнак, Чугінадак та інші. Простягся з південного заходу на північний схід на 128 км, при максимальній ширині до 56 км. Має площу 2722,1 км² (4-те місце в Беринговому морі після островів Святого Лаврентія, Нунівак та Унімак, 11-те на Алясці, 14-те у США та 173-тє у світі). Найбільша висота — вулкан Макушина, 2036 м, за іншими даними 1800 м (53°53′11″ пн. ш. 166°55′52″ зх. д. / 53.88639° пн. ш. 166.93111° зх. д.), який за відносною висотою займає 161-ше місце у Північній Америці.
Острів Уналашка складається з вершин підводного гірського хребта, переважно вулканічного походження, який утворює Алеутські острови, східним продовженням якого є Алеутський хребет півострова Аляска. Вулкан Макушина (Макушкинська сопка), є одним з найактивніших на Алеутських островах, останнє виверження якого відбулося 30 червня 1995 року.

## Історія
Острів був відкритий данським мореплавцем Вітусом Берингом у 1741 році. Російське поселення виникло в 1759 році, але через чотири роки, у 1763 році його було зруйновано алеутами разом з чотирма торговельними кораблями під час «Повстання алеутів Лисячої гряди». Різанина забрала життя 162-х російських поселенців. Ті, що вижили, зуміли переждати до 1764 року, коли їх врятували росіяни. Ця подія викликала криваві розправи проти тубільців, які забрали життя близько 5000 алеутів.
Експедиція 1788 року, іспанських мореплавців Естебана Хосе Мартінеса та Гонсало Лопес-де-Аро досліджувала узбережжя Аляски, позначивши найвіддаленіші західні райони, які колись досліджували іспанці в цьому регіоні.
Також в 1788 році англійський мореплавець Джеймс Кук відвідав острів і написав в своєму судовому журналі «Це Уналашка...».
8 грудня 2004 року малайзійське вантажне судно «Selendang Ayu» зазнало навпроти острова Уналашка аварії, що спричинила великий розлив нафти.
Острів Уналашка послужив сюжетом для роману Сінді Дайсона «І вона була», де він описує історичні події, на які багаті Алеутські острови.

## Населення
Населення острова Уналашка у 2000 році становило 1759 осіб, яке проживало у південній частині єдиного населеного пункту — Уналашка.

## Галерея

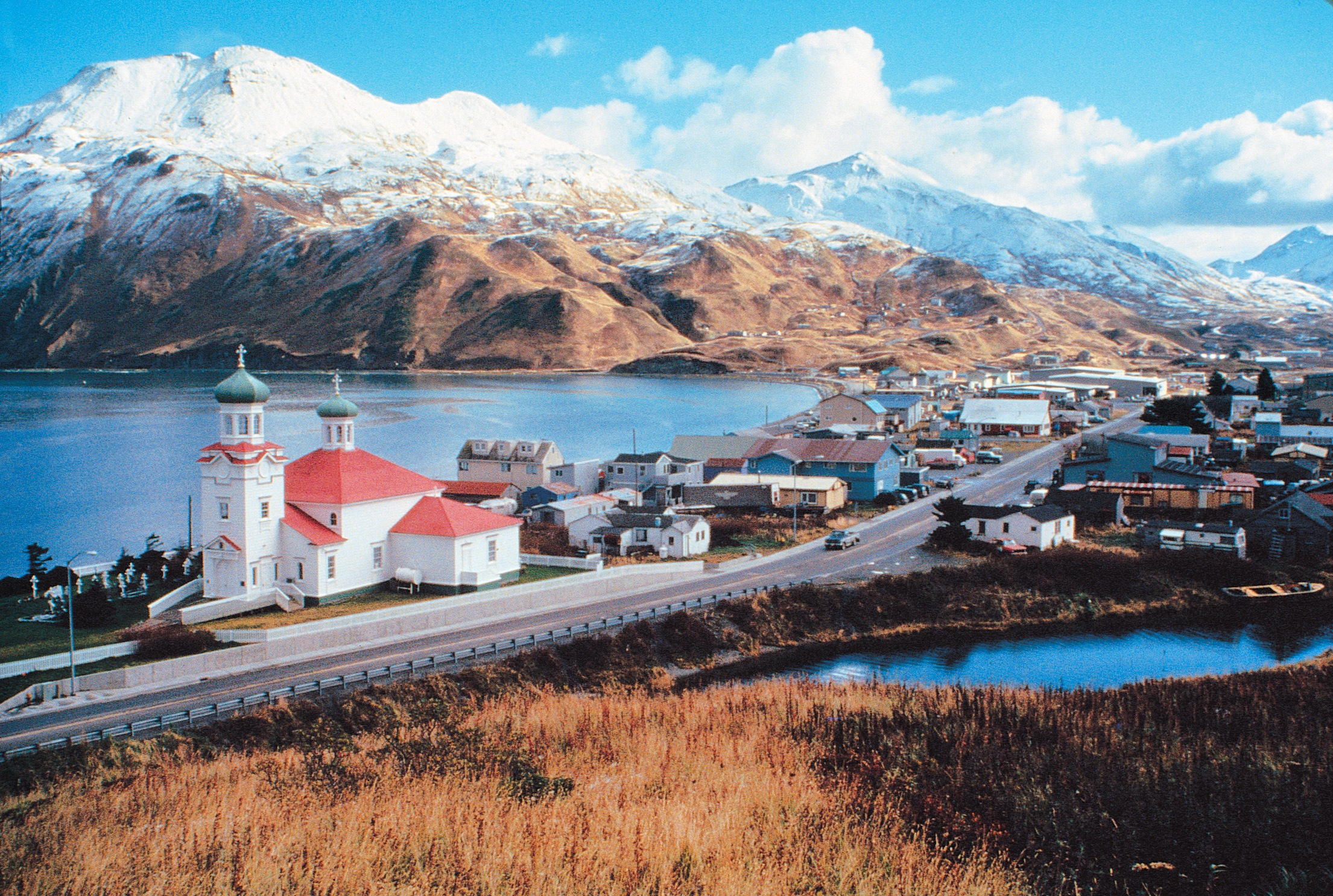
Місто Уналашка
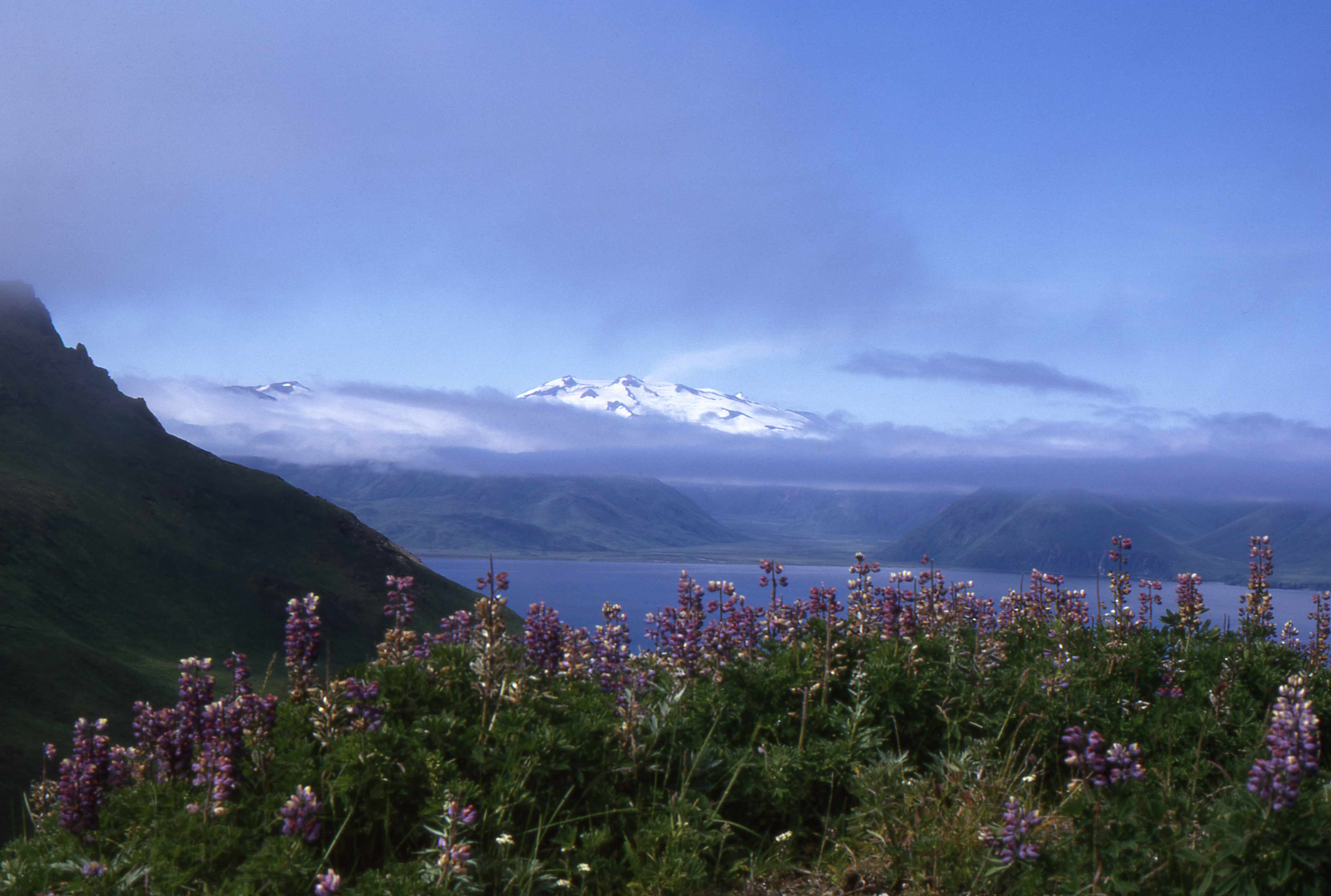
Вулкан Макушина
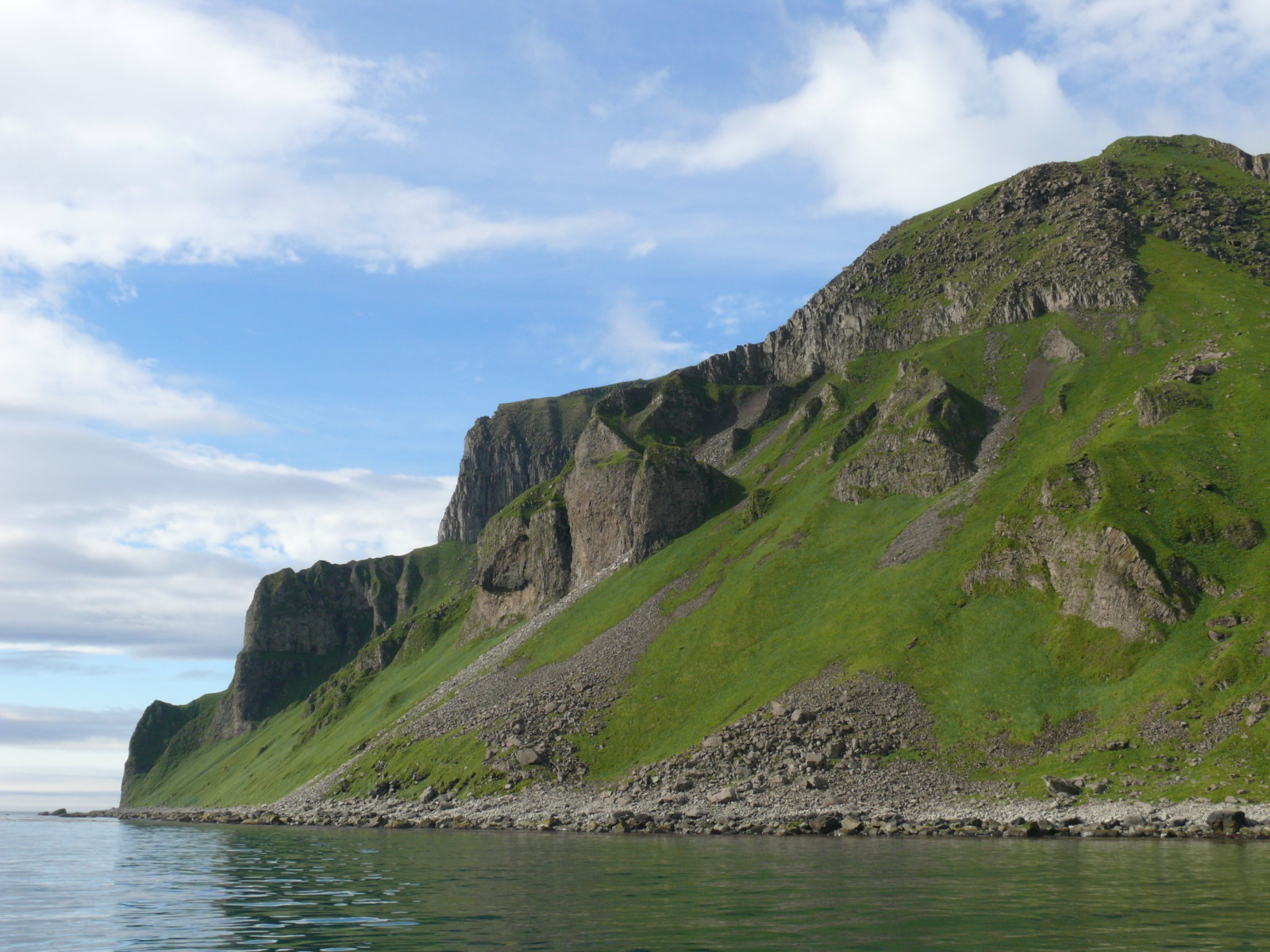
Мис Айяк острова